# Schwartziella bryerea
Schwartziella bryerea är en snäckart som först beskrevs av Montagu 1803.  Schwartziella bryerea ingår i släktet Schwartziella och familjen Rissoidae. Inga underarter finns listade i Catalogue of Life.